# Knock Ullinish

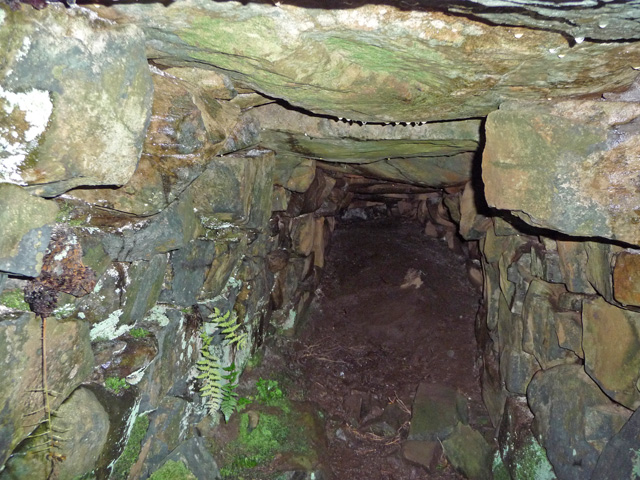
Das Innere von Knock Ullinish

Das Souterrain von Knock Ullinish liegt in der Nähe von Loch Bracadale auf der Isle of Skye in der Council Area Highland in Schottland. Bei den Souterrains wird grundsätzlich zwischen „rock-cut“, „earth-cut“, „stone built“ und „mixed“ Souterrains unterschieden.
Das teilweise zerstörte Souterrain – auch Earthhouse genannt – liegt auf dem rauen, felsigen Heidemoor, ungefähr 400 m westlich des Punktes, wo die Straße nach Ullinish Lodge von der A863 von Dunvegan nach Struanmore abzweigt. Der erhaltene Teil besteht aus einem etwa geraden schmalen Gang, der grob Nordost-Südwest ausgerichtet ist. Die Seitenwände aus Trockenmauerwerk (stone built), auf dem die flachen Decksteine aufliegen, die etwa 30 cm von Boden bedeckt sind, sind gut erhalten. Der Gang ist etwa 6,0 m lang und am Zugang, im Südwesten, etwa 1,2 m hoch und 0,8 m breit. Er erweitert sich im Inneren bis auf 1,8 m. Die Wände kragen nach innen leicht über, so dass sich ein trapezoider Querschnitt ergibt. Es gibt Anzeichen dafür, dass die südliche Verlängerung in einer S-Kurve verlief. Das innere Gangende hatte vielleicht die Form eines ovalen oder runden Raumes, da es am nördlichen Ende ein tiefes Loch gibt, das von versetzten Steinen umgeben ist. Dieser Teil der Anlage ist jedoch sehr unübersichtlich und dort grenzen zahlreiche Reste von alten Häusern und Einhegungen an.
In der Nähe liegen die Einhegung Ullinish Point, und die Chambered Cairns Cnoc Ullinish und Struanmore.